# Ung och kär (film)
Ung och kär (nypremiärtitel: Skeppar Munters bravader) är en svensk komedifilm från 1950 i regi av Åke Ohberg och Per Gunvall. I rollerna ses bland andra Adolf Jahr, Mimi Nelson och Ulla Sallert.

## Handling
De två attachéerna Freddie Rundhult och Rutger af Utterfeldt vid Utrikesdepartementet är rivaler om den fagra operettsångerskan Alice. I Sverige råder kaffebrist och politikerna fruktar ett folkligt uppror. När ett statsbesök från den kaffeexporterande republiken Orinocco, företrädd av excellensen Don Sebastian de Gonzaga y Perossi, ska äga rum utses Freddie och Rutger till att ta hand om honom och hans brorsdotter Isabella. Ett kaffeavtal måste till varje pris slutas.
Perossi visar sig snart vara ganska ointresserad av det av UD fastställda programmet. I stället vill han fiska nors i Strömmen. Fiskaren Rundhult, en farbror till Freddie, tar hand om excellensen. När excellensen får höra om fru Rundhults "tjuettbullar" följer han med fiskaren hem. Där vidtar ett glatt festande med sång, musik och starka drycker. Perossi trivs som fisken i vattnet, men saknar och drömmer om flygvärdinnan Gullan, som tagit väl hand om honom.
På UD råder panik. Perossi är försvunnen och samtidigt marscherar 200 000 människor i protest mot kaffebristen. Freddie har i hastigt mod gått med på att visa Isabella sitt obefintliga slott. De hamnar på Rosendals slott där han iscensätter en nattlig fest till Isabellas förnöjelse. Den larmade intendenten för Kungl husgerådskammaren kommer dit i syfte att stoppa festen, men glömmer berusad av champagne och kvinnlig skönhet sitt uppdrag. Hemma hos fiskaren Rundhult somnar Perossi sedan han förstått att svenskarna tvingas dricka surrogat i stället för hans hemlands äkta kaffe.
När utrikesrådet informeras om festen på Rosendal ger han Freddie sparken. Freddie uppvaktar faster Botilda på hennes födelsedag och träffar där den försvunne excellensen. Han ordnar ett handelsavtal och blir återanställd på UD. Han blir dessutom ensam om Alice eftersom det beslutats att Rutger ska följa med Isabella till Orinocco, där han blir befordrad till legationssekreterare. Alltsammans firas med en gårdsfest på vilken Perossi sjunger "Nig och kuta runta", Orinoccos nationalsång.

## Om filmen
I filmens förtexter anges att den bygger på en idé hämtad från Staffan Tjernelds operett Attaché Pettersson, men någon sådan operett har Tjerneld aldrig skrivit. Enligt hans egna utsago skrev han i stället ett synopsis kring några musikaliska uppslag av Ulf Peder Olrog och lämnade dessa till Europafilm under titeln Attaché Pettersson. Europafilms direktör Gustav Scheutz gillade manuset, men förordade i stället att filmen skulle kallas Ung och kär. Filmen tycks ha varit påtänkt redan 1942 då den förannonserades som "en glad och musikrik komedi" av Staffan Tjerneld. I denna ursprungliga form var Sickan Carlsson tilltänkt som huvudrollsinnehavare och Åke Ohberg som regissör.
Åke Ohlmarks, sedan 1950 huvudansvarig för Europafilms manusproduktion, bearbetade Tjernelds synopsis tillsammans med den kontrakterade regissören Per Gunvall. Liksom i Ohlmarks första film Pimpernel Svensson (1950) byggde man ut sådana komiska effekter som hänger samman med att någon inte riktigt behärskar ett språk, vilket är fallet med excellensen Perossi. Ohlmarks uppgav i "Filmnytt från Europa Film" att titeln ursprungligen var Operettfilmen Ung och kär, men att man också prövade andra titlar som Kaffeblomman, Rosen från Orinocco, Karibiska havets ros och Han skrev på ändå, innan man bestämde sig för Scheutz' förslag.
Ung och kär producerades och distribuerades av Europafilm. Den spelades in mellan den 19 juli och 4 oktober 1950, interiört i Europafilms studio i Sundbyberg och exteriört på Rosendals slott, Djurgårdsstaden, Strömmen, Bromma flygplats och Arvfurstens palats. Filmen regisserades till en början av Per Gunvall, men dennes lyriskt lekfulla ambitioner godtogs inte av producenten, varför Gunvall efter en tid ersattes av Åke Ohberg. Filmen fotades av Holger Iacobæus och klipptes av Wic' Kjellin. Den är svartvit och dialogen är på svenska.
Filmen premiärvisades den 11 november 1950 på biograf Saga i Stockholm. Då filmens dragningskraft visade sig vara mindre än väntat kortades den ned och titeln ändrades till Skeppar Munters bravader. Vissa avsnitt ur filmen förekommer i Europafilms jubileumskavalkad Syndare i filmparadiset (1956). Den 24 juni 1990 visades filmen i Sveriges Television TV2.

## Rollista
- Adolf Jahr – excellensen don Sebastian de Gonzaga y Perossi från Orinocco
- Mimi Nelson – donna Isabella de los Colibrados y Perossi, don Perossis brorsdotter
- Ulla Sallert – Alice, operettsångerska
- Karl-Arne Holmsten – Freddie Rundhult, attaché
- Jan Molander – Rutger af Utterfeldt, attaché
- John Botvid – Rundhult senior, Freddies farbror, norsfiskare
- Dagmar Ebbesen – Botilda Rundhult, Freddies faster
- Åke Claesson – utrikesrådet
- Povel Ramel – kapellmästare för teaterorkestern
- Rune Halvarsson – Johansson, "Torneträsk", komiker
- Rodja Persidsky – Peter Klangemo, operettsångare
- Carl Reinholdz – Finkelbom, skeppar Rundhults musicerande vän
- Arthur Fischer – Jansson, källarmästare, vän till skeppar Rundhult
- Börje Mellvig – Otto Svahn, intendent vid Kungliga husgerådskammaren
- Elsa-Marianne von Rosen – Gullan, flygvärdinna/ballerina

Ej krediterade
- Wiktor "Kulörten" Andersson – Oskar, teatervaktmästare
- Olav Riégo – chef för Kungliga husgerådskammaren
- Inger Swinth – dansös
- Berit Thul – dansös
- Wiveka Ljung – dansös
- Birgit Cullberg – balettledarinna
- Eric Dahlström – polismästaren
- Eric von Gegerfelt – Orinoccos minister
- Erik Forslund – vaktmästare på Rosendals slott
- Otto Scheutz – hotellrepresentant
- Gunilla Pontén – uppasserska på Rosendals slott
- Kerstin Dunér – flicka på festen hos skeppar Rundhult
- Karl Verner Kedland – violinist
- Leppe Sundewall – musiker på Rosendals slott
- Gottfrid Holde – vaktmästare på Arvfurstens palats
- Erik Strandell – utrikesministern (endast röst)
- Kungliga operans balett

Bortklippta
- Marianne Löfgren – fru Lövenhagen
- Agda Helin – värdinna på Nybropensionatet
- Mauritz Strömbom – verkmästare Tropé
- Carin Swensson – en kvinna

## Filmteam
- Erik Baumann – musikarrangör
- Birgit Cullberg – koreograf
- Per Gunvall – manusförfattare, regissör (senare utbytt)
- Holger Iacobæus – fotograf
- Wic' Kjellin – klippning
- Lars Lalin – ljudtekniker
- Gunnar Lundén-Welden – musikarrangör
- Åke Ohberg – regissör
- Åke Ohlmarks – manus
- Ulf Peder Olrog – originalmusik
- Otto Scheutz – produktionsledare
- Staffan Tjerneld – synopsis
- Stig Westrell – ljudtekniker
- Arne Åkermark – arkitekt

## Mottagande
I Dagens Nyheter menade signaturen Lbk att filmen var "en lång och fånig historia". Han ansåg att manuset präglades av en "hejdlös stilblandning" och fortsatte "Det farligaste av allt för en film är att söka tillfredsställa alla sorters publik på en gång." I Aftontidningen menade signaturen Berton att filmen var bortsumpad av "tafatt regi", men skrev också att han "Roades vådligt, skrattade riktigt hjärtligt, gladde mig mycket åt några skådespelarprestationer...."
I Stockholms-Tidningen tillskrev signaturen Robin Hood filmens goda egenskaper två medverkande: "Filmen är Jahrs. Och Per Gunvalls." Han nämnde i sin recension överhuvudtaget inte Åke Ohnmark. I Svenska Dagbladet tyckte signaturen Peu att man försummat "något så oväntat som en operettsatir". Han menade dock att filmen innehöll "en avväpnande hjärtlighet och ett gott humör".
I Expressen menade Mikael Katz att "det som på papperet är tänkt som spirituell fjärilslek blir på vita duken blott alltför ofta valhänt klunsighet". Recensenten menade dock att han hade haft roligt under visningen och att detta var Adolf Jahrs förtjänst. Nya Dags anmälare Rog menade att filmen blandade stilar alltför mycket och skrev att den var "ett grimaserande hopkok där egentligen endast Karl Arne Holmsten och Jan Molander (-) väckte någon glädje. Ibland."